# WWW. What A Wonderful World
Pour plus de détails, voir Fiche technique et Distribution.
WWW. What A Wonderful World est un film réalisé par Faouzi Bensaïdi en 2006.
Il est présenté à la Mostra de Venise 2006.

## Synopsis
Casablanca, une ville de contrastes, moderne et archaïque. Kamel est un tueur à gages qui reçoit ses contrats par Internet. Il a coutume d'appeler Souad, une prostituée occasionnelle, pour faire l'amour après ses exécutions. C'est souvent Kenza qui décroche. Elle est agent de la circulation, responsable du plus grand rond-point de la ville. Bientôt, il tombe amoureux de cette voix et part à sa recherche. Hicham, un hacker professionnel qui rêve de partir en Europe, infiltre par hasard les contrats de Kamel…

## Fiche technique
- Réalisation : Faouzi Bensaïdi
- Production : Gloria Films, Agora Films, Heimat Film
- Scénario : Faouzi Bensaïdi
- Image : Gordon Spooner
- Son : Patrice Mendez
- Montage : Faouzi Bensaïdi, Véronique Lange
- Musique : X-Track
- Genre : drame, thriller
- Durée : 99 minutes
- Dates de sortie :
  -  Italie : 3 septembre 2006 (Mostra de Venise 2006)
  -  Maroc : 5 décembre 2006 (Festival international du film de Marrakech)
  -  France : 10 janvier 2007

## Distribution
- Faouzi Bensaïdi : Kamel
- Nezha Rahile : Kenza
- Fatima Attif : Souad
- El Mehdi Elaaroubi : Hicham
- Hajar Masdouki : Fatima
- Mohamed Bastaoui : le père d'Hicham

## Production

### Tournage
Le film a été tourné :
- Au Maroc
  - Casablanca

## Accueil

### Accueil critique
L'accueil critique est plutôt positif : le site Allociné recense une moyenne des critiques presse de 3,3/5, et des critiques spectateurs à 3,1/5.
Pour Emily Barnett des Inrocks, le film « possède sa propre beauté, nourrie aux flamboyants contrastes du décor citadin où s’amarre l’intrigue (plus retorse qu’il n’y paraît). Casablanca est l’une des villes qui illustrent le mieux un monde à deux vitesses, écartelé entre une tradition écrasante et une modernité déshumanisante.[...] Rien, de ce réel contrasté, n’échappe à la sublimation d’une mise en scène radicalement belle et surréaliste – aux partis pris esthétiques forts, aux effets spéciaux poignants – confinant parfois au film muet. Splendeur de l’image : le dernier refuge pour un cœur triste. ».